# 솔리스츠
솔리스츠(Solists)는 1992년에 결성한 대한민국의 아카펠라 그룹이다. 한국에서는 가장 먼저 아 카펠라 음악 그룹으로 활동을 시작하였다.

## 탄생배경
1980년대 이후 합창의 발달과 더불어 학교별 중창단이 성행하게 되었고, 남성 무반주 중창(Barbershop)의 형태가 많이 불리게 된다. 미국의 팝 음악과 함께 컴텐퍼러리 아카펠라가 한국 대중음악에도 영향을 주게 되었고, 합창과 중창에서 아카펠라 그룹의 형태를 갖추게 되었다. 더 솔리스츠는 MBC 합창단원 출신의 6명이 1992년 MBC 예능프로그램 '웃으면 복이와요'에 음악개그 코너에 출연하면서 데뷔하였으며, '오데로 갔나'와 '코리안 갓 탤런트 2' 출연으로 대중들에게 알려졌다.

### 이름의 변천
- 1992년 이퀄라이저(Equalizer).
- 1994년 솔리스트(Solist)로 개명.
- 2008년 솔리스츠(Solists)로 개명.

## 음반
1. 1집 Stage 1 Every(2003)[4]
2. 2집 여정(2009)[5]

## 방송
- MBC 웃으면 복이와요 - (1992년)
- tvN 코리안 갓 탤런트 2 보관됨 2016-03-22 - 웨이백 머신 - (2012년 6월)

## 같이 연주 활동한 인물
- 장사익
- 김용우